# Ronaldo Giovanelli
Ronaldo Soares Giovanelli, noto semplicemente come Ronaldo Giovanelli (San Paolo, 20 novembre 1967), è un ex calciatore brasiliano, di ruolo portiere.

## Carriera

### Club
Inizia la sua carriera nel 1979, quando si unisce alle giovanili del Corinthians. Esordisce come professionista il 7 febbraio 1988, durante una partita amichevole contro il São José.
Con il Corinthians, diventa una figura di rilievo durante la finale del campionato paulista, quando para un rigore a Darío Pereyra, idolo del San Paolo. A 20 anni indossa quindi la maglia numero uno che era stata precedentemente di Carlos e Valdir Peres; i Gaviões da Fiel (i tifosi del Corinthians) lo eleggono a idolo. Il suo comportamento spesso sopra le righe però gli impedisce di coltivare il sogno di entrare a far parte in pianta stabile del giro della nazionale.
Parallelamente alla carriera sportiva, registra due dischi con una band rock, Ronaldo e os Impedidos, entrambi di scarso successo. Giovanelli è il terzo giocatore per numero di presenze con la maglia del Corinthians, 601, dietro a Wladimir e Luisinho. Dopo aver lasciato il Corinthians, ha giocato per Fluminense, Cruzeiro, Internacional de Limeira, Portuguesa, Ponte Preta, Gama, ABC Futebol Clube, Metropolitano e Portuguesa Santista, dove ha chiuso la carriera nel 2006.

### Nazionale
Paulo Roberto Falcão inizia a convocarlo con la nazionale di calcio brasiliana, ma con l'arrivo di Carlos Alberto Parreira le porte della Seleção si chiudono quasi definitivamente. Nel 1993, grazie all'indisponibilità dei tre portieri principali della selezione nazionale (Taffarel, Zetti e Gilmar) Giovanelli viene convocato per un'amichevole contro la Germania, persa poi per 2 a 1.

### Dopo il ritiro
Attualmente è commentatore sportivo per il programma Bola na Rede, e partecipa ad alcune partite di Showbol.

## Palmarès

### Club

#### Competizioni statali
- Campionato paulista: 3

Corinthians: 1988, 1995, 1997

#### Competizioni nazionali
- Campionato brasiliano: 1

Corinthians: 1990
- Supercoppa del Brasile: 1

Corinthians: 1991
- Coppa del Brasile: 1

Corinthians: 1995